# Küstensicherungsverbände der Kaiserlichen Marine
Die Küstensicherungsverbände der Kaiserlichen Marine waren Marineverbände, welche ab August 1914 eingerichtet wurden und bis zum Ende des Ersten Weltkriegs existierten. Ihr Einsatzgebiet waren die Küstengebiete der Nord- und Ostsee.
Neben den Küstensicherungsverbänden existierten zeitgleich noch Vorpostenverbände.

## Küstensicherungsverbände Nordsee

### Küstenschutzdivision der Ems

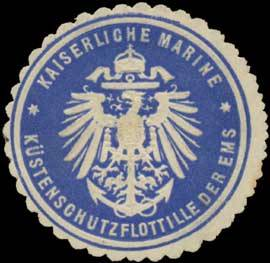
Siegelmarke der Küstenschutzflottille der Ems

Anfang August 1914 wurde im Bereich der Nordsee die Küstenschutzdivision der Ems aufgestellt. Zusätzlich wurde eine Hilfsminensuchdivision der Ems und eine Sperrfahrzeugdivision der Ems eingerichtet, welche später die Flottille unterstellt wurden. Vom 21. September 1914 bis 29. Februar 1916 erfolgte die Unterstellung unter den Ältesten Seebefehlshaber der Ems. Ende September 1915 war die Umbenennung in Küstenschutzflottille der Ems erfolgt und der Älteste Seebefehlshaber der Ems wurde in Personalunion auch Chef der Flottille, dessen Dienststelle in der Flottille aufging und Mitte August 1918 aufgelöst wurde. Ab Mitte Juni 1917 waren die Boote der ehemaligen Hafenflottille Helgoland der Flottille zugeordnet.
Ab Ende Februar 1918 unterstand der Flottille auch die I. und II. Geleitflottille. Im Mai 1918 wurde die Flottille in die Vorpostenflottille der Ems überführt und die Küstenschutzflottille der Ems aufgelöst.

#### Einheiten (Auswahl)
- Arcona: von August 1914 bis Ende 1917, dann zur Vorpostenflottille der Ems
- D 9: von August 1914 bis Oktober 1915, dann zur Vorpostenflottille der Ems
- Heimdall: von Mitte Juni 1915 bis Februar 1916
- Beowulf: von Ende August 1915 bis März 1916

#### Gliederung
August 1914:
- Führungsschiff Arcona
- D 9 (Torpedodivisionsboot)
- Große Torpedoboote: T 85, T 87
- Vier Vorpostenboote

Mitte Oktober 1914:
- Führungsschiff Arcona
- D 9 (Torpedodivisionsboot)
- Große Torpedoboote: T 85, T 87
- Vier Vorpostenboote
- Sperrverkehrsfahrzeuge: vier Boote
- Kriegslotsendampfer: vier Boote

Mitte Oktober 1914:
- Hilfsminensuchdivision der Ems:
  - Führungsschiff Kaiser Wilhelm II.
  - Acht Boote
  - Schiffssperre der Ems mit zwei Fahrzeugen und sechs leichten Booten
- Sperrfahrzeugdivision der Ems:
  - Sechs Sperrverkehrsfahrzeuge
  - Ein Leitschiff
  - Zwei Kriegslotsendampfer
  - Sechs Hilfskriegsschiffe

Mai 1916:
- Führungsschiff Arcona (Emden)
- Sperrfahrzeugdivision der Ems:
  - Fünf Sperrverkehrsfahrzeuge
  - Ein Leitschiff
  - Zwei Kriegslotsendampfer
  - Ein Fahrzeug für den Untersuchungsdienst bei Watum
  - Sechs Hilfskriegsschiffe

#### Chefs der Flottille
- unbekannt
- Kapitän zur See Rudolf Bartels: von Mitte Juni 1915 bis September 1915, zeitgleich Kommandant der Heimdall und Ältester Seebefehlshaber der Ems
- Kapitän zur See Ernst Ewers: von September 1915 bis März 1916, ehemaliger Chef der Hafenflottille der Jade und Weser und zeitgleich Kommandant der Heimdall
- unbekannt
- Korvettenkapitän Wilhelm von Hippel: bis Oktober 1916, zugleich Kommandant der Arcona
- unbekannt
- Korvettenkapitän Erich Heyden: von Februar 1918 bis August 1918

### Hafenflottille Helgoland
Für eine kurze Dauer bestand die Hafenflottille Helgoland. Diese wurde Ende Juli 1914 aufgestellt, aber bereits wieder im September 1914 aufgelöst. Ab Oktober 1916 wurden die Boote der ehemaligen Flottille zu einer Halbflottille zusammengelegt. Diese wurde Mitte Juni 1917 in die Küstenschutzflottille der Ems eingegliedert.

#### Gliederung
August 1914:
- Ein D-Boot
- Vier kleine Torpedoboote (Schulboote der I. Torpedodivision)
- Helga

Mitte Oktober 1914:
- D 7 (Torpedodivisionsboot)
- Große Torpedoboote: T 82, T 83, T 84, T 86
- Helga

Mai 1916:
- D 7 (Torpedodivisionsboot)
- Küstentorpedoboote: A 17, A 21, A 22, A 23
- Helga
- Vier Kriegsfeuerschiffe

Ende des Krieges 1918:
- Helga
- Vier Kriegsfeuerschiffe

#### Chef der Flottille
- Kapitänleutnant Walter Forstmann: von der Aufstellung bis Juli 1914
- Oberleutnant zur See Hermann Densch: August 1914, zugleich Kommandant des Torpedodivisionsboot D 7

### Kommando der Netzfahrzeuge der Nordsee
Mitte Dezember 1915 wurde das Kommando der Netzfahrzeuge der Nordsee aufgestellt. Dieser wurde auch Netzsperrverband der Nordsee oder Verband der Netzfahrzeuge der Nordsee genannt.

#### Gliederung
Mai 1916:
- Zwei Schlepper
- Zwei Seeleichter

## Küstensicherungsverbände Ostsee

### Küstenschutzdivision der Ostsee

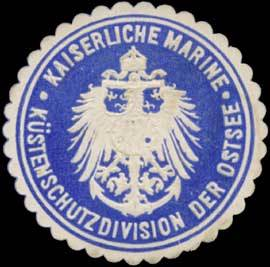
Siegelmarke der Küstenschutzdivision der Ostsee

Die Küstenschutzdivision der Ostsee entstand Ende Juli 1914 im Befehlsbereich des Oberbefehlshabers der Ostseestreitkräfte mit Standort in Kiel. Ab Mitte 1916 war die Division in Swinemünde stationiert. Der Befehlsbereich erstreckte sich über die westliche und mittlere Ostsee einschließlich der Ostseeausgänge.
Am 15. August 1917 folgte aufgrund einer Allerhöchsten Kabinettorder die Aufteilung der Küstenschutzdivision der Ostsee in den Sicherungsverband der westlichen Ostsee (S.w.O.) und den Sicherungsverband der mittleren Ostsee (S.m.O.). Damit wurde die Küstenschutzdivision der Ostsee aufgelöst.
Der Befehlsbereich des Sicherungsverbandes der westlichen Ostsee umfasste das Ostseegebiet westlich der Linie von Marienleuchte auf Fehmarn und Hyllekrog. Zusätzlich war die Kieler Bucht mit ihren Zugängen dem Bereich des Sicherungsverbandes der westlichen Ostsee zugeordnet.
Der Befehlsbereich des Sicherungsverbandes der mittleren Ostsee umfasste das Ostseegebiet der mittleren Ostsee mit dem Sund.
Am 24. Januar 1918 folgte die Zusammenlegung der beiden Sicherungsverbände zur Dienststelle des Befehlshaber der Sicherung der Ostsee, welche mit der Auflösung des Oberbefehlshabers der Ostseestreitkräfte einherging.

#### Einheiten (Auswahl)
- Undine: von der Indienststellung im August 1914 bis zur Versenkung im November 1915
- Amazone: von der Aufstellung an
- Freya: von der Aufstellung bis zur Beschädigung Mitte August 1914
- Panther: von der Aufstellung bis August 1917
- Thetis: von der Aufstellung bis Oktober 1914
- Medusa: von Dezember 1915 bis Dezember 1916, von der Vorpostenflottille der Elbe als Ersatz für die Undine

#### Gliederung
August 1914:
- Panther, Amazone, Thetis, Freya und zwei weitere Boote

Mitte Oktober 1914:
- Führungsboot Amazone
- Drei Boote inkl. der Undine und Panther

Mai 1916:
- Führungsboot Medusa
- D 1 (Torpedodivisionsboot)
- Vier Boote im kleinen Belt inkl. der Panther

S.w.O. zur Aufstellung:
- Deutschland, später die Stettin
- Division Arösund
- Vorpostenhalbflottille Kiel
- Minenschiffe: Nautilus, Deutschland, Möwe
- Netzsperrverband der Ostsee
- Sicherungsverband Heiligenhafen mit Fischermotorbooten
- Hilfskriegsschiff Prinz Waldemar

#### Chefs der Division
- Vizeadmiral Robert Mischke: von der Aufstellung bis Januar 1917
- Vizeadmiral Herwarth Schmidt von Schwind

#### S.m.O.
- Vizeadmiral Herwarth Schmidt von Schwind

#### S.w.O.
- Konteradmiral Hermann Nordmann-Burgau

### Netzformation der Ostsee
Die Netzformation der Ostsee wurde im Oktober 1915 aufgestellt und im März 1917 ging daraus der Netzsperrverband der Ostsee hervor. Im August 1917 wurde der Verband dem Sicherungsverbandes der westlichen Ostsee unterstellt. Der Verband bestand bis Kriegsende.

#### Gliederung
Mai 1916:
- Netzdampfer Kossal
- Vier Schlepper
- Drei Netzleichter

Ende des Krieges 1918:
- I. Gruppe Eskimo
- II. Gruppe Kossal
- III. Gruppe Kehrwieder
- Drei große Schlepper
- Drei kleine Schlepper
- Sieben Netzleichte
- Zwei Reparaturfahrzeuge
- Netzlagerschiff Burgfried
- Dampflogger Alma